# Treue Gefährtinnen Jesu
Die Treuen Gefährtinnen Jesu (Ordenskürzel: FCJ) sind eine katholische Schwesterngemeinschaft, die nach der Regel des heiligen Ignatius lebt. 1820 durch Marie Madeleine de Bonnault d'Hoüet in Amiens gegründet, sind die Schwestern apostolisch tätig und heute in Irland, Großbritannien, Frankreich, Belgien, Italien, Rumänien, Schweiz, Sierra Leone, Argentinien, USA, Kanada, Bolivien, Australien und auf den Philippinen anzutreffen.